# Cathair Mor
Cathair Mor („Wielki”) – legendarny król Leinsteru, na wpół legendarny zwierzchni król Irlandii z dynastii Milezjan (linia Eremona) w latach 174-177. Syn Fedlimida Firurglaisa, w piątym stopniu potomka Conchobara I Abradruada („z Czerwonymi Rzęsami”), zwierzchniego króla Irlandii. Według średniowiecznej irlandzkiej legendy i historycznej tradycji objął zwierzchnią władzę nad Irlandią po śmierci Fedlimida Rechtmara. Brał udział w wielu krwawych wojnach. Mówi się o nim, że miał trzydziestu synów, ale tylko dziesięciu z nich miało potomstwo; kilka średniowiecznych dynastii Leinsteru wywodziło swą genealogię od niego. O jego prawnuczce Corcraine (Cochrann) źródła wspominają, że była matką feniańskiego bohatera Diarmuida Ua Duibhne.
Cathair jest bohaterem sagi Esnada Tige Buchet (Melodia Domu Buchet). Jego córka Eithne Tháebfhota (właściwie córka Brislinda Binna, króla Norwegów) miała być wychowywana przez gościnnych mieszkańców Leinsteru, zwanych Buchetami, którzy trzymali wiele stad bydła. Synowie Cathaira wykorzystali gościnność Buchetów, tak że zostali oni tylko z jednym bykiem i siedmioma krowami. Król, będąc starym i osłabionym, nie był zdolny ich powstrzymać. Bucheci wraz z rodzinami, włączając Eithne, musieli zamieszkać w chacie w lesie w Kells na terenie ob. hr. Meath. Później, kiedy Cormac mac Airt został królem, poślubił Eithne i przywrócił Buchetom ich majątki (w innych historiach królem, który poślubił Eithne był następca Cathaira, Conn Stu Bitew). Zaś saga Fotha Catha Cnucha (Powód Bitwy pod Cnucha), podała, że Cathair dał wzgórze Almu (Knockaulin, hr. Kildare) druidowi Nuadowi, synowi Aichi. To wzgórze stało się później sławne, jako dom Fionna mac Cumhaill. Cathair panował trzy lata nad Irlandią, gdy zginął z ręki swego następcy na tronie irlandzkim, Conna Cédcathacha („Stu Bitew”), oraz Luaigni z Tary, ludu Meath, w bitwie pod Magh h-Agha (Moigh Acha).

## Potomstwo
W trzecim roku panowania, zanim poprowadził swe wojsko do fatalnej bitwy pod Moigh Acha, w Meath, wydał swą ostatnią wolę, przeczuwając, że mógły nie przeżyć zbliżającej się bitwy. Dokonał podziału posiadłości pośród swych trzydziestu synów w testamencie, zwanym „Testamentem Cathaira More”. Jego potomkowie tworzyli główne rody w Leinsterze. Cathair pozostawił po sobie wiele dzieci, w tym:
- Ros (Rossa) Failgech, a quo Uí Failge, przodek O’Connorów (Faley); otrzymał od ojca Leinster, 10 tarcz, miecze, puchary
- Daire Barrach, a quo Uí Bairrche, przodek rodu O’Gorman; otrzymał Tuath Laighean (Fingal i Dublin). 150 włóczni, 50 mieczy, 50 złotych pierścieni, 150 płaszczy, 7 wojskowych chorągwi
- Bressal Enechglas, a quo Uí Enechglais; otrzymał 7 statków, 50 tarcz, 5 mieczy, 5 wozów i konie oraz ziemie wokół rzeki Amergin
- Cetach, a quo Crích na Cétach; nic nie otrzymał oraz nie został rozdzielony od braci
- Fergus Luascan, nic nie otrzymał od ojca; dostał obszerne posiadłości od swych braci
- Ailill Cethech, otrzymał zestaw do gry w tryktraka i ludzi; zajmował się tylko w życiu hazardem
- Óengus Nic, nic nie otrzymał od ojca; bracia dali mu obszerne posiadłości
- Eochaid Timmine, a quo Uí Buide; ojciec zostawił mu tylko swe błogosławieństwo oraz nazwał go słabym człowiekiem
- Crimthann (Comthanan), a quo Uí Chrimthainn Áin, przodek rodu Duffe z Leinsteru; otrzymał od ojca 50 mosiężnych kul, z maczugami mosiężnymi do gry; 10 zestawów do gry w tryktraka i 2 stoliki szachów
- Curig, zginął z ręki Fionna mac Cumhaill, miał syna:
  - Slectaire, miał dwie córki:
    - Uchdelb (Uchdamuil), żona Eochaida Finnfotharta, syna Conna Stu Bitew
    - Corcraine (Crotchnat), miała dwóch synów:
      - Diarmuid Ua Duibhne; ojcem był Donn, praprawnuk Fiachy Suigde, syna arcykróla Fedlimida Rechtmara
      - Oskar, syn Oisina
- Landabaria, przyszła trzecia żona arcykróla Conna Stu Bitew
- Fiacha Baicheda, otrzymał od ojca okolicę wokół Wexfordu, 50 wielkich statków z cisu, 50 pucharów, 50 pstrokatych koni z mosiężnymi wędzidłami; król Leinsteru, ojciec Bressala Bélacha (zm. 435/436), historycznego króla Leinsteru